# Мирјана Вукомановић
Мирјана Вукомановић (Трстеник, 9. децембар 1967) српска је филмска, телевизијска и позоришна редитељка.
Најпознатија је по играном филму „Три летња дана“, југословенском кандидату за „Оскара“ 1997. године. Каријеру остварује у Србији и Сједињеним Америчким Државама. 

## Биографија
Филмом је почела да се бави у детињству, а за тадашње филмове добила је бројне награде, укључујући и девет Grand Prix признања на фестивалима дечјег филма у СФР Југославији, као и Награду UNESCO-а за филм „Постер и вез“ (Париз, 1982).
Дипломирала је мултимедијалну режију 1991. на Академији уметности у Новом Саду, у класи професора Влатка Гилића. Од тада ради као професионални редитељ.
Од 2000. до 2012. године радила је Њујорку као редитељ и сниматељ за медијске агенције и независни документариста. Оснивач је филмске продуцентске куће „Данило филм“ у Београду.
Од 1991. године је члан Удружења филмских уметника Србије, а сада и члан председништва УФУС. Члан је и Independent Feature Project (IFP), САД.
Осим редитељског посла, предавала глуму у Балетској школи „Лујо Давичо“ у Београду и режију на Њујоршкој филмској академији (енгл. New York Film Academy).
Члан је председништва Удружења филмских уметника Србије.

## Редитељски опус
Режирала је преко 30 документарних и телевизијских филмова, рекламе и неколико позоришних представа.
Играни и документарни филмови Три летња дана, Похвала светоме кнезу Лазару, Код вечите славине, Тиховање, О ћутању, Небо на земљи, Јанош Алтмајер, Страх од летилице, Свети Сава, Маутхаузен, Небо изнад мога града, Јефимијини дани и други.
Телевизијске серије: „Метрополис“, „Магазин 53 за обичне људе“, „Људи говоре“ и „Села Србије“.
Позоришне представе: Кораци – Уљуљанка по Семјуелу Бекету и Лулу по Франку Ведекинду.

## Филмографија
| Год. | Назив                       |
| ---- | --------------------------- |
| 1997 | Три летња дана              |
| 1994 | Вечита славина              |
| 1992 | Похвала светом кнезу Лазару |

## Награде и признања
Играни филм „Три летња дана“
- Југословенски кандидат за награду „Оскар“, 1997.
- Grand Prix, Југословенски филмски фестивал, Херцег Нови, 1997.
- FIPRESCI, Награда критике, Југословенски филмски фестивал, Херцег Нови, 1997.
- Grand Prix за најбољи филм, Фестивал европског филма „Панорама“, Атина, 1997.
- FIPRESCI, Награда критике за најбољи филм, Фестивал источноевропског филма Котбус (Кошебуз), Немачка, 1997.
- Награда за најбољу женску улогу (Мирјана Јоковић), Фестивал источноевропског филма Котбус, 1997.
- Grand Prix за најбољи филм, Интернационални филмски фестивал, Бања Лука, 1997.
- „Сребрни витез“, Фестивал словенских и православних земаља, Русија, 1997.
- FIPRESCI, Награда критике за најбољи сценарио (Гордан Михић), Фестивал филмског сценарија, Врњачка Бања, 1997.
- „Царица Теодора“ за најбољу женску улогу (Мирјана Јоковић), Фестивал глумачких остварења, Ниш, 1997.
- Grand Prix, Мојковац, 1997.
- Најбоља женска улога (Мирјана Јоковић), Мојковац, 1997.
- Најбоља мушка улога (Петар Краљ), Мојковац, 1997.

Телевизијски филм „Код вечите славине“
- Кандидат за награду „Еми“, 1995.
- Награда за најбоље адаптирано књижевно дело, Фестивал филмског сценарија, Врњачка Бања, 1995.

Документарни филм „Тиховање“
- Велика златна медаља за најбољи документарни филм, 39. фестивал југословенског документарног филма, Београд, 1993.
- Grand Prix, „Фест“, Златибор, 1993.
- „Златни витез“, Нови Сад 1993.
- Grand Prix Кубањског међународног фестивала православног филма 2009.